# Johan van Haersolte
Johan van Haersolte (1647-1716) – szlachcic, oficer i dyplomata holenderski z prowincji Overijssel.
Van Haersolte przewodził stanowi rycerskiemu (Ridderschap) w swej prowincji. Od roku 1700 uczestniczył lub prowadził wiele misji dyplomatycznych. W latach 1701-06 był posłem nadzwyczajnym w Polsce (extraordinaris envoyé) i Saksonii, a także przy królu Szwecji atakującym Polskę. Jako sekretarz ambasady towarzyszył mu wówczas Jacob de Bie.
W latach 1709–1716 ponownie extraordinaris envoyé w Warszawie i Dreźnie.